# Sport Club Suzzara 1992-1993
Questa voce raccoglie le informazioni riguardanti lo Sport Club Suzzara nelle competizioni ufficiali della stagione 1992-1993.

## Rosa
| N. |                   | Ruolo | Calciatore             |
| -- | ----------------- | ----- | ---------------------- |
|    | Italia (bandiera) | D     | Alex Bagarin           |
|    | Italia (bandiera) | A     | Andrea Bagnoli         |
|    | Italia (bandiera) | P     | Mirko Benevelli        |
|    | Italia (bandiera) | A     | Roberto Bidini         |
|    | Italia (bandiera) | C     | Ferruccio Bonvini      |
|    | Italia (bandiera) | D     | Mattia Braga           |
|    | Italia (bandiera) | C     | Antonio Bruno          |
|    | Italia (bandiera) | D     | Francesco Cabrini      |
|    | Italia (bandiera) | D     | Giuseppe Colombo       |
|    | Italia (bandiera) | C     | Ugo Coltorti           |
|    | Italia (bandiera) | D     | Gianluca Dall'Orso     |
|    | Italia (bandiera) | C     | Alessandro Di Vincenzo |
|    | Italia (bandiera) | C     | Matteo Fattori         |

| N. |                   | Ruolo | Calciatore             |
| -- | ----------------- | ----- | ---------------------- |
|    | Italia (bandiera) | C     | Stefano Ferraguti      |
|    | Italia (bandiera) | P     | Maurizio Franzone      |
|    | Italia (bandiera) | A     | Alessandro Guiotto     |
|    | Italia (bandiera) | A     | Giovanni Macera        |
|    | Italia (bandiera) | D     | Mirko Marcolongo       |
|    | Italia (bandiera) | C     | Giovanni Igor Marziano |
|    | Italia (bandiera) | D     | Davide Nardi           |
|    | Italia (bandiera) | C     | Corrado Ottanelli      |
|    | Italia (bandiera) | A     | Gianluca Piccinini     |
|    | Italia (bandiera) | C     | Danilo Ronzani         |
|    | Italia (bandiera) | C     | Giovanni Scacchetti    |
|    | Italia (bandiera) | C     | Cristian Bocchi        |
|    | Italia (bandiera) | D     | Claudio Tridici        |